# Berejînți, Teofipol
Berejînți (în ucraineană Бережинці) este localitatea de reședință a comunei Berejînți din raionul Teofipol, regiunea Hmelnîțkîi, Ucraina.

## Demografie
Componența lingvistică a localității Berejînți
     Ucraineană (99,13%)
     Alte limbi (0,87%)
Conform recensământului din 2001, majoritatea populației localității Berejînți era vorbitoare de ucraineană (99,13%), existând în minoritate și vorbitori de alte limbi.